# Orde van de Quetzal
De Guatemalteekse Orde van de Quetzal werd als "Orden del Quetzal" op 26 maart 1935 door President Jorge Ubico Castañeda voor "eminente verdienste" ingesteld. Deze ridderorde kent de in het internationale diplomatieke verkeer gebruikelijke vijf graden. Voor staatshoofden is er een zesde graad; de keten van de Orde van de Quetzal. De orde is de hoogste onderscheiding van Guatemala.
Men verleent de orde voor internationale, burgerlijke, wetenschappelijke, literaire en artistieke verdiensten.
De Quetzal is een kleurrijke vogel en het nationale symbool en wapendier van Guatemala. 

## De graden van de orde
- Keten van de Orde van de Quetzal

Men draagt de gouden keten om de hals.
- Grootkruis

De grootkruisen dragen het kleinood van de orde aan een grootlint op de linkerheup en de ster van de orde op de linkerborst
- Grootofficier

De Grootofficieren, dragen een kleinood aan een lint om de hals en de ster van de Orde. Deze ster is niet geëmailleerd.
- Commandeur

De Commandeur draagt een groot uitgevoerd kleinood van de Orde aan een lint om de hals. 
- Officier

De Officier draagt een kleinood aan een lint met een rozet op de linkerborst. 
- Ridder

De Ridder draagt een kleinood aan een lint op de linkerborst.Bij de ridder is in het kleinood geen goud verwerkt.

## De versierselen
Het kleinood is een kruis met vijf gekartelde armen en een medaillon waarop het wapen van Guatemala is afgebeeld. De armen zijn lichtblauw met een brede donkerblauwe bies. Op de witte ring staat "AL MERITO GUATEMALA". De ster heeft tien punten.
Het lint is lichtblauw met smalle witte biezen.